# Франклин, Нил
Корнелиус Франклин (англ. Cornelius Franklin; 24 января 1922 — 9 февраля 1996), более известный как Нил Франклин (англ. Neil Franklin) — английский футболист и футбольный тренер. Наиболее известен по выступлениям за «Сток Сити» и за национальную сборную Англии. Считался «лучшим защитником в Англии», но противоречивое решение о переезде в Колумбию летом 1950 года с целью заработка фактически завершило его карьеру на высоком уровне.

## Клубная карьера

### «Сток Сити»
Франклин родился в Шелтоне, районе Сток-он-Трента, и начал футбольную карьеру в местном клубе «Сток Олд Бойз», прообразе академии клуба «Сток Сити». Уже в возрасте 15 лет он дебютировал за школьную сборную Англии, а в январе 1939 года подписал с клубом «Сток Сити» профессиональный контракт. Однако из-за начала Второй мировой войны официальные турниры в Англии были приостановлены. Франклин сыграл за «Сток» в сезоне 1940/41, а в феврале 1941 года вступил в ряды Королевских ВВС. Во время войны он провёл за «Сток Сити» 186 матчей в товарищеских и региональных турнирах, а также сыграл в 10 неофициальных матчах сборной Англии «военного времени». В качестве «гостя» в военное время сыграл за «Гейнсборо Тринити» и «Линкольн Сити». К моменту возобновления официальных турниров в 1945 году Франклин стал основным центральным защитником «Стока», вытеснив с этой позиции Билли Моулда, который был перемещён на позицию правого защитника, и вскоре был назначен капитаном команды вместо того же Моулда. Британская пресса высоко оценивала умение выбирать позицию и отбор мяча Франклином, называя их «безупречными». Вратарь «Сток Сити» Деннис Херод вспоминал о Франклине: «Он был великим игроком, но при этом очень непредсказуемым. Если его прессинговали, он кричал мне: “Деннис, выходи”. Я выходил [из ворот], ожидая, что он отдаст мне мяч. Но в девяти случаев из десяти он разворачивался и убегал с мячом в поле. Это было похоже на игру на минном поле. Он не верил, что может сыграть плохо и был единственным, кто хорошо справлялся с нервным напряжением».
В сезоне 1946/47 «Сток Сити» боролся за чемпионский титул наряду с тремя другими командами, однако после поражения от «Шеффилд Юнайтед» в последнем туре со счётом 2:1 занял 4-е место, отстав от выигравшего Первый дивизион «Ливерпуля» на 2 очка. К тому моменту у главного тренера «Стока» Боба Макгрори был давний конфликт со Стэнли Мэтьюзом, который в итоге был продан в «Блэкпул». Непростые отношения у Макгрори были и с Франклином, и последний даже потерял капитанскую повязку, которая вернулась к Моулду. Летом 1949 года Франклин объявил о намерении покинуть «Сток Сити». «Халл Сити» предложил за его переход рекордные 30 000 фунтов стерлингов, но совет директоров «Стока» отказался его продавать, и Франклин провёл ещё один сезон в клубе. Летом 1950 года сенсационно покинул Англию, подписав контракт с колумбийским клубом «Индепендьенте Санта-Фе».

### Колумбия: «Индепендьенте Санта-Фе»
Президент клуба «Индепендьенте Санта-Фе» Луис Робледо, прошедший обучение в Кембриджском университете, полагал, что качественный футбол поможет его стране положить конец кровопролитной гражданской войне. К тому моменту в колумбийском футболе установилась так называемая эпоха «Эльдорадо». Робледо пообещал Франклину и его одноклубнику Джорджу Маунтфорду зарплату в размере 60 фунтов стерлингов в неделю, а также 2000 фунтов единовременно за подписание контракта, что более чем в четыре раза превышало разрешённый потолок зарплат профессиональных футболистов в Англии. Главный тренер сборной Англии Уолтер Уинтерботтом пытался отговорить Франклина от переезда в Колумбию, но безуспешно. 8 мая 1950 года Нил Франклин подписал контракт с колумбийским клубом. В «Индепендьенте Санта-Фе» он играл вместе с другим сенсационно покинувшим Англию футболистом, экс-игроком «Манчестер Юнайтед» Чарли Миттеном. После прибытия в Колумбию Франклин заявил: «Мы будем жить лучше, чем любые другие футболисты в мире». Однако за нарушения правил при подписании игроков Колумбию вскоре исключили из ФИФА, а игроков «Индепендьенте Санта-Фе» также дисквалифицировали от международных матчей. Франклин провёл за колумбийскую команду только 6 матчей. Надежды англичанина на интересную жизнь в новой стране не оправдались: так, в Колумбии уже в 18:30 начинался комендантский час, никакой светской жизни после этого времени не было. Культурные различия и политическая нестабильность разочаровали Франклина и его беременную жену, также ему не выплатили обещанных денег, кроме разовой недельной зарплаты. Уже в августе 1950 года Нил вернулся в Англию.

### Возвращение в Англию
Вернувшись в Англию, Франклин узнал о том, что Футбольная ассоциация Англии и «Сток Сити» дисквалифицировали его от матчей сборной и клуба соответственно. В феврале 1951 года «Сток Сити», кому формально принадлежали права на Франклина в Англии, продал его в клуб Второго дивизиона «Халл Сити» за 22 500 фунтов, что стало рекордным трансфером защитника в мировом футболе. Во второй половине сезона 1951/52 Франклин получил серьёзную травму колена, после чего уже не играл на прежнем высоком уровне. Всего провёл за «Халл Сити» 96 матчей.
В феврале 1956 года перешёл в клуб Третьего северного дивизиона «Кру Александра» за 1250 фунтов. Проведя за команду 68 матчей, в октябре 1957 года он перешёл в другой клуб Третьего северного дивизиона «Стокпорт Каунти», где провёл остаток сезона 1957/58. В сезоне 1960/61 сыграл за «Маклсфилд Таун» в Чеширской лиге.

## Карьера в сборной
Играл за школьную и «военную» сборную Англии, но официальный дебют Франклина в составе национальной сборной Англии состоялся 28 сентября 1946 года в матче против Северной Ирландии на стадионе «Уиндзор Парк»: это был первый матч сборной после окончания Второй мировой войны. С 1946 по 1950 год провёл за сборную 27 матчей, выступая на позиции центрального хавбека. Свой последний матч за сборную провёл 15 апреля 1950 года: это была игра против Шотландии на стадионе «Хэмпден Парк». Из-за его скандального решения об отъезде в Колумбию летом 1950 года он пропустил первый в истории сборной Англии чемпионат мира по футболу и больше не выступал за сборную.

## Тренерская карьера
В июле 1959 года был назначен играющим тренером клуба «Уэллингтон Таун». Затем был играющим тренером клуба «Сэнкис», где работал до декабря 1962 года. 
В 1963 году был назначен главным тренером кипрского клуба АПОЭЛ, однако уже через год из-за разгорания межэнтического конфликта на Кипре покинул страну.
В 1964 году стал главным тренером английского клуба «Колчестер Юнайтед». В сезоне 1965/66 вывел клуб в Третий дивизион, но уже в сезоне 1967/68 команда вновь выбыла в Четвёртый дивизион, и в мае 1968 года Франклин был уволен.

## Признание
Билли Райт так характеризовал Франклина:
«Нил был великолепным игроком с инстинктивным позиционным чутьём. Его карьера в сборной закончилась, когда он был дисквалифицирован за то, что стал наёмником в нелегальной лиге Боготы. Если бы Нил был доволен 20 фунтами, которые ему платили в «Стоке», он бы выступал а Англию ещё как минимум четыре года, и я часто думаю, какое бы влияние это оказало на мою карьеру».
Стэнли Мэтьюз также высоко оценивал Франклина:
«Нил всё выигрывал в воздухе, отбирал мячи с потрясающей точностью, а когда мяч приходил ему в ноги, мог отдать его с такой хитростью и умом, каким обладали лучшие инсайды. Крупное телосложение было обманчивым, он обладал невероятной мобильностью и захватывающей скоростью на отрезке в четыре или пять ярдов».
Том Финни отмечал:
«Он был лучшим центральным хавбеком, с которым или против которого я играл. До чемпионата мира 1950 года он отправился играть в Колумбию, где он собирался заработать много денег, но ничего не вышло. Когда он вернулся, Футбольная ассоциация была в ярости, и многие клубы не решались пригласить его. Однако он ещё был достаточно хорош для игр за сборную Англии. Это было очень грустно».
В августе 2019 года вышла книга Алфи Поттса Хармера England's Greatest Defender: The Untold Story of Neil Franklin, в которой была рассказана история жизни и карьеры Нила Франклина.

## После завершения карьеры
После завершения тренерской карьеры Франклин управлял пабом под названием The Dog and Doublet в Сэндоне, Стаффордшир.

## Статистика выступлений

### Клубная статистика
| Клуб                   | Сезон            | Лига                     | Лига | Лига | Кубок | Кубок | Итого | Итого |
| Клуб                   | Сезон            | Дивизион                 | Игры | Голы | Игры  | Голы  | Игры  | Голы  |
| ---------------------- | ---------------- | ------------------------ | ---- | ---- | ----- | ----- | ----- | ----- |
| Сток Сити              | 1945/46          |                          | –    | –    | 8     | 0     | 8     | 0     |
| Сток Сити              | 1946/47          | Первый дивизион          | 37   | 0    | 5     | 0     | 42    | 0     |
| Сток Сити              | 1947/48          | Первый дивизион          | 35   | 0    | 2     | 0     | 37    | 0     |
| Сток Сити              | 1948/49          | Первый дивизион          | 36   | 0    | 4     | 0     | 40    | 0     |
| Сток Сити              | 1949/50          | Первый дивизион          | 34   | 0    | 1     | 0     | 35    | 0     |
| Сток Сити              | Итого            | Итого                    | 142  | 0    | 20    | 0     | 162   | 0     |
| Индепендьенте Санта-Фе | 1950             | Примера A                | 6    | 1    | 0     | 0     | 6     | 1     |
| Халл Сити              | 1950/51          | Второй дивизион          | 14   | 0    | 0     | 0     | 14    | 0     |
| Халл Сити              | 1951/52          | Второй дивизион          | 13   | 0    | 0     | 0     | 13    | 0     |
| Халл Сити              | 1952/53          | Второй дивизион          | 8    | 0    | 0     | 0     | 8     | 0     |
| Халл Сити              | 1953/54          | Второй дивизион          | 15   | 0    | 1     | 0     | 16    | 0     |
| Халл Сити              | 1954/55          | Второй дивизион          | 38   | 0    | 0     | 0     | 38    | 0     |
| Халл Сити              | 1955/56          | Второй дивизион          | 7    | 0    | 0     | 0     | 7     | 0     |
| Халл Сити              | Итого            | Итого                    | 95   | 0    | 1     | 0     | 96    | 0     |
| Кру Александра         | 1955/56          | Третий северный дивизион | 13   | 3    | 1     | 0     | 14    | 3     |
| Кру Александра         | 1956/57          | Третий северный дивизион | 41   | 1    | 2     | 0     | 43    | 1     |
| Кру Александра         | 1957/58          | Третий северный дивизион | 12   | 0    | 0     | 0     | 12    | 0     |
| Кру Александра         | Итого            | Итого                    | 66   | 4    | 2     | 0     | 68    | 4     |
| Стокпорт Каунти        | 1957/58          | Третий северный дивизион | 20   | 0    | 4     | 0     | 24    | 0     |
| Маклсфилд Таун         | 1960/61          | Чеширская лига           | 13   | 1    | 0     | 0     | 13    | 1     |
| Всего за карьеру       | Всего за карьеру | Всего за карьеру         | 342  | 6    | 27    | 0     | 369   | 6     |

### Национальная сборная
| Команда | Год   | Игры | Голы |
| ------- | ----- | ---- | ---- |
| Англия  | 1946  | 4    | 0    |
| Англия  | 1947  | 8    | 0    |
| Англия  | 1948  | 6    | 0    |
| Англия  | 1949  | 7    | 0    |
| Англия  | 1950  | 1    | 0    |
| Итого   | Итого | 26   | 0    |